# Лозов, Василий Савельевич
Васи́лий Саве́льевич Ло́зов (9 октября 1916 — 6 октября 1992) — Герой Советского Союза, участник Великой Отечественной войны, командир орудия 80-го гвардейского отдельного истребительно-противотанкового дивизиона, 73-я гвардейская стрелковая дивизия, 7-я гвардейская армия, Степной фронт.

## Биография

### Ранняя биография
Родился в хуторе Михайлов, Кубанская область, Российская империя; ныне Шовгеновский район, Республика Адыгеяв крестьянской семье, русский.
Отец погиб в борьбе против белогвардейцев в гражданской войне. Учился в школе, одновременно работал по хозяйству и в колхозе, помогая матери. Рос он трудолюбивым, отчаянно-озорным и смышленым мальчиком, в руках которого «горело» любое дело. В 1931 году, в 15-летнем возрасте, в поисках лучшей жизни, он решительно и смело покинул отчий дом и уехал в Баку. Окончив курсы киномехаников, стал работать в кинотеатре и одновременно учился в вечерней средней школе, окончив в 1933 году 10 классов.

### В РККА
В ноябре 1937 года был призван в РККА. Служил в Харькове помощником командира взвода в роте связи 4-го железнодорожного полка. В с 1937 года. Участник Советско-финской войны (1939—1940).Участвовал в освободительном походе в Западную Украину. Демобилизовавшись в декабре 1939 года, В. С. Лозов вернулся в Баку и вновь стал работать киномехаником. Но война прервала мирную жизнь.

### В Великую Отечественную войну
Призван в августе 1942 года, Василий Савельевич служил в городе Кирове в 282-м запасном стрелковом полку, а в марте 1943 года прибыл на фронт, стал командиром орудия 80-го гвардейского отдельного истребительно-противотанкового дивизиона 73-й гвардейской Сталинградской стрелковой дивизии, которая в составе Воронежского фронта вела в это время тяжёлые бои на харьковском направлении.
Ранним утром 5 июля 1943 года гром орудийных залпов возвестил о начале Курской битвы. Бой с самого начала принял ожесточенный характер. Вскоре в него вступила и 73-я дивизия.
Расчёт сержанта В. С. Лозова поддерживал действия 214-го гвардейского стрелкового полка, на позиции которого под прикрытием огня артиллерии и ударов авиации обрушились в сопровождении пехоты 25 «тигров». Действуя умело и бесстрашно, расчёт В. С. Лозова участвовал в отражении одиннадцати вражеских атак, способствуя удержанию пехотой занимаемых позиций.
После разгрома немецко-фашистских войск под Курском 73-я гвардейская стрелковая дивизия перешла в наступление на белгородско-харьковском направлении.
В ходе боя за совхоз Батрацкая Дача расчёт В. С. Лозова стремительно продвигался за боевыми порядками пехоты, останавливаясь для того, чтобы произвести выстрел по врагу, и за время наступления уничтожил одно орудие, четыре пулемёта и истребил до сорока гитлеровцев. Когда воины ворвались в совхоз, в одной из рукопашных схваток восьми гитлеровцам удалось схватить Василия Савельевича. Но, обладая недюжинной силой и энергией, отважный воин не дрогнул.
—	Мне удалось,— рассказывал В. С. Лозов,— ловким рывком убить одного гитлеровца, выхватить у него автомат, а затем из этого автомата расстрелять в упор семь фашистов. Только одному из них удалось сбежать.
За умелое руководство расчетом и проявленное личное мужество Василию Савельевичу была вручена медаль «За отвагу».

### Подвиг
Командир орудия 80-го гвардейского отдельного истребительно-противотанкового дивизиона (73-я гвардейская стрелковая дивизия, 7-я гвардейская армия, Степной фронт) гвардии сержант Лозов В. С. урождённый Лозовский В.С. отличился в бою 25.9.1943 года в районе села Бородаевка (Верхнеднепровский район Днепропетровской области): переправившись с передовым подразделением пехоты через Днепр, открыл огонь по контратакующему врагу и отразил атаку, обеспечив удержание плацдарма и дальнейшую переправу войск на правый берег реки. Участвовал в отражении 24 контратак противника. Был ранен, но не оставил своего орудия.после боя у него спросили ,как фамилия сынок,, он ответил Лозов и потерял сознание ..так и записали в представлении Лозов... а он Лозовский
Звание Героя Советского Союза присвоено 26.10.1943 года.
Член ВКП(б) с 1945 года.
В конце 1945 года гвардии старший сержант Лозов демобилизован.
Жил в Баку. Работал смотрителем садовых парков, начальником участка фонтанного хозяйства комбината городского благоустройства.
Умер 6 октября 1992 года. Похоронен в Баку.

## Награды
- Медаль «Золотая Звезда»[2].
- Орден Ленина[2].
- Орден Отечественной войны I степени.
- Медаль «За отвагу»[3].
- Медаль «За победу над Германией в Великой Отечественной войне 1941—1945 гг.» (9 мая 1945[4]).
- Юбилейная медаль «Двадцать лет Победы в Великой Отечественной войне 1941—1945 гг.» (7 мая 1965[5]).
- Юбилейная медаль «Тридцать лет Победы в Великой Отечественной войне 1941—1945 гг.».
- Медаль «Сорок лет Победы в Великой Отечественной войне 1941-1945 гг.».
- Медаль «50 лет Победы в Великой Отечественной войне 1941-1945 гг.».

## Память
- Имя Героя высечено золотыми буквами в зале Славы Центрального музея Великой Отечественной войны в Парке Победы города Москва.
- В ауле Хакуринохабль (Адыгея) Герою воздвигнут памятник[1].
- На хуторе Михайлов Шовгеновского района Адыгеи в МБОУ "СОШ" № 13 в 2010 году установлена памятная доска.